# Aminata Soucko
Aminata Soucko (Mali) es una activista maliense, técnica de acción social en Farmamundi y presidenta de la Red Aminata (Djô Aminata), una asociación que presta apoyo a mujeres refugiadas en Valencia y lucha contra la mutilación genital femenina y otras formas de violencia contra las mujeres.

## Biografía
Nació en Malí en una familia de 30 hermanos. Desde recién nacida sufrió la dañina práctica tradicional de la mutilación genital femenina (MGF) de tipo 3. Cuando estudiaba bachillerato soñaba con convertirse en médico y contribuir con su trabajo al bienestar de la comunidad. Sin embargo, el día de su último examen de segundo de bachillerato, en lugar de a la escuela, le obligaron a casarse con 17 años.

### Superviviente de violencias
Al poco tiempo de casarse, su marido encontró trabajo en España. Aminata no tenía ninguna motivación para ir a España y puso como condición poder estudiar medicina, su sueño desde pequeña. Cuando llegó a España procedente de Malí era incapaz de hablar el idioma y atrapada en casa por un esposo violento. Un día, se escapó de su casa en la ciudad de Valencia y se topó con una mujer de Malí que la ayudó a encontrar un curso de idiomas. Cuando aprendió español, se sintió capaz de dar el valiente paso de denunciar a su esposo agresor ante las autoridades, siendo la primera de sus paisanas en poner una denuncia.Se separó cuando tenía una niña de apenas unos meses. Homologó sus estudios y obtuvo dos títulos de Técnico Superior de Formación Profesional. En 2016 se formó como Agente de Salud de Base Comunitaria, impartida por la Conselleria de Salud Pública de la Generalitat Valenciana, y posteriormente se especializó en abordaje socio-sanitario de la MGF.
Es una mujer superviviente de mutilación genital femenina, de un matrimonio forzado, de violencia de género, y superviviente, también, del ostracismo de parte de su comunidad por romper las normas culturales y denunciar la violencia de género, la discriminación y la MGF.

### Especialista en MGF
Su sexualidad, debido a la mutilación que sufrió y a su matrimonio forzoso, siempre la vivió de forma traumática, pero no sabía por dónde empezar para solucionarlo. Se enteró de que existía una operación para que a las mujeres mutiladas les pudieran reconstruir el clítoris y que ese fuera el inicio de su sanación física y también psicológica. Con muchas dificultades, ya que su médico de cabecera de aquel entonces no tenía ni idea de lo que era la mutilación y las posibilidades del tratamiento, en 2013 llegó al Hospital Universitario Doctor Peset de Valencia, en el que le ayudaron.
Cuando le operaron no existía ningún Protocolo de actuación sanitaria ante la mutilación genital femenina en la Comunitat Valenciana, ni tampoco la Unidad de Referencia para la Cirugía Reconstructiva. No tuvo apoyo ni información y no recibió tratamiento psicológico ni sexual, ni información sobre los cuidados especiales postquirúrgicos (menstruación, relaciones sexuales, ropa interior, ropa exterior, etc. un sinfín de importantes cuestiones por resolver). Le costó mucho recuperarse, pero lo logró.
Su papel fundamental es servir como nexo de unión cultural facilitando la colaboración de toda la comunidad para concienciar e informar respecto a las secuelas que la MGF tiene para la salud de las mujeres y también sobre las consecuencias jurídicas de su práctica según el ordenamiento jurídico español e internacional.

### Red Aminata
El germen de Red Aminata ha sido y sigue siendo luchar contra la mutilación genital femenina, además de otras formas de violencia, sensibilizando sobre sus efectos devastadores en la salud física y mental de las mujeres y niñas, ayudando a las supervivientes a recuperarse o someterse a la reconstrucción, y previniendo que más niñas sean sometidas a esta forma de violencia. Muchas mujeres que se acercan a Red Aminata provienen de comunidades donde se practica la mutilación, por eso es fundamental concienciar acerca de las consecuencias de una práctica que a menudo es tabú, trabajar en su prevención, incluyendo también a los hombres de la comunidad, e informar sobre las posibilidades de reconstrucción a las supervivientes.

Red Aminata cuenta con el respaldo de ACNUR a través del programa de Ayudas al emprendimiento social liderado por personas refugiadas: un proyecto con el que enseña español a mujeres refugiadas, la mayoría procedentes de África, proporcionándoles una herramienta imprescindible para su inclusión, pero también una red de apoyo social clave para reconstruir sus vidas en España y recuperarse de las huellas que la violencia ha dejado en muchas de ellas.
“Siempre ha sido un sueño para mí poder enseñar castellano a mujeres y es ACNUR quien ha cumplido este sueño. Es una oportunidad para que las mujeres salgan de casa, que conozcan otras realidades, hablar castellano e integrarse en la sociedad, conocer sus derechos y conocer, también, que tienen derecho a pedir asilo”, explica Aminata.
Su próximo proyecto es abrir un centro que preste apoyo a mujeres y niñas víctimas de violencia en su país de origen. Un lugar donde encuentren un hogar, una red de protección, y una mano tendida para huir de las violencias, para prevenir que otras sufran lo que ella tuvo que sufrir. Y seguir luchando para que las niñas y niños de hoy, como sus hijos Aisa y Amadou, y los que todavía están por nacer, puedan crecer libres de violencias, y libres para tomar sus propias decisiones.

## Premios y reconocimientos
- 2024 Documental Soy Aminata, realizado por Farmamundi que narra su historia de vida y cómo desde hace más de diez años acompaña a mujeres supervivientes de la mutilación genital femenina (MGF) en Valencia.[9][10]
- 2024 Premio Meninas 2024, por su trayectoria e implicación personal en la lucha contra la Mutilación Genital Femenina y por favorecer la atención, asistencia, protección y recuperación de las víctimas; ser un referente para las mujeres migradas y los profesionales sanitarios; y realizar actuaciones de sensibilización y concienciación para prevenir esta forma de violencia contra las mujeres.[11]